# 桃洞の滝
桃洞の滝（とうどうのたき）は、秋田県北秋田市にある滝である。

## 概要
ノロ川園地からノロ川上流部原生流域のブナ林を川に沿って、玉川温泉に向かう道を45分程度歩くと、赤川沢と桃洞沢の分岐点に出る。桃洞の滝(女滝)までは桃洞沢に向けて川淵を20分程度歩くことになる。途中、小規模な桃洞の横滝を通り過ぎる。
桃洞の滝の形はまさに女性そのものである。さらに上流には男滝がある。また、上流部には秋田県の天然記念物の桃洞杉がある。
桃洞の滝は女滝と呼ばれ、子宝の滝、安産の滝と慕われている。桃洞の滝の上部は滑ノ滝と甌穴が200mほど連続する。渓谷を歩くと右岩から八段ノ滝が合流し、四方が一枚岩盤で広場を形成するところに出る。ここは、夏場であれば亜高山帯の湿性植物が咲き乱れている。少し上流の中滝を登り切ると、峰筋にキタゴヨウやネズコの中に桃洞杉が混成している。さらに150mほど進むと、垂直に切り立った男滝が現れる。やがて流れは右ノ沢と左ノ沢に分かれ、桃洞スギの原生林に消える。桃洞の滝の右側にはステップが刻まれており、上流部への道が造られている。しかし、桃洞滝の上部は歩道がないのでザイルやスパイク長靴などの装備が必要である。ノロ川本流を含め桃洞沢の全域が遊漁漁禁止区域に指定されている。

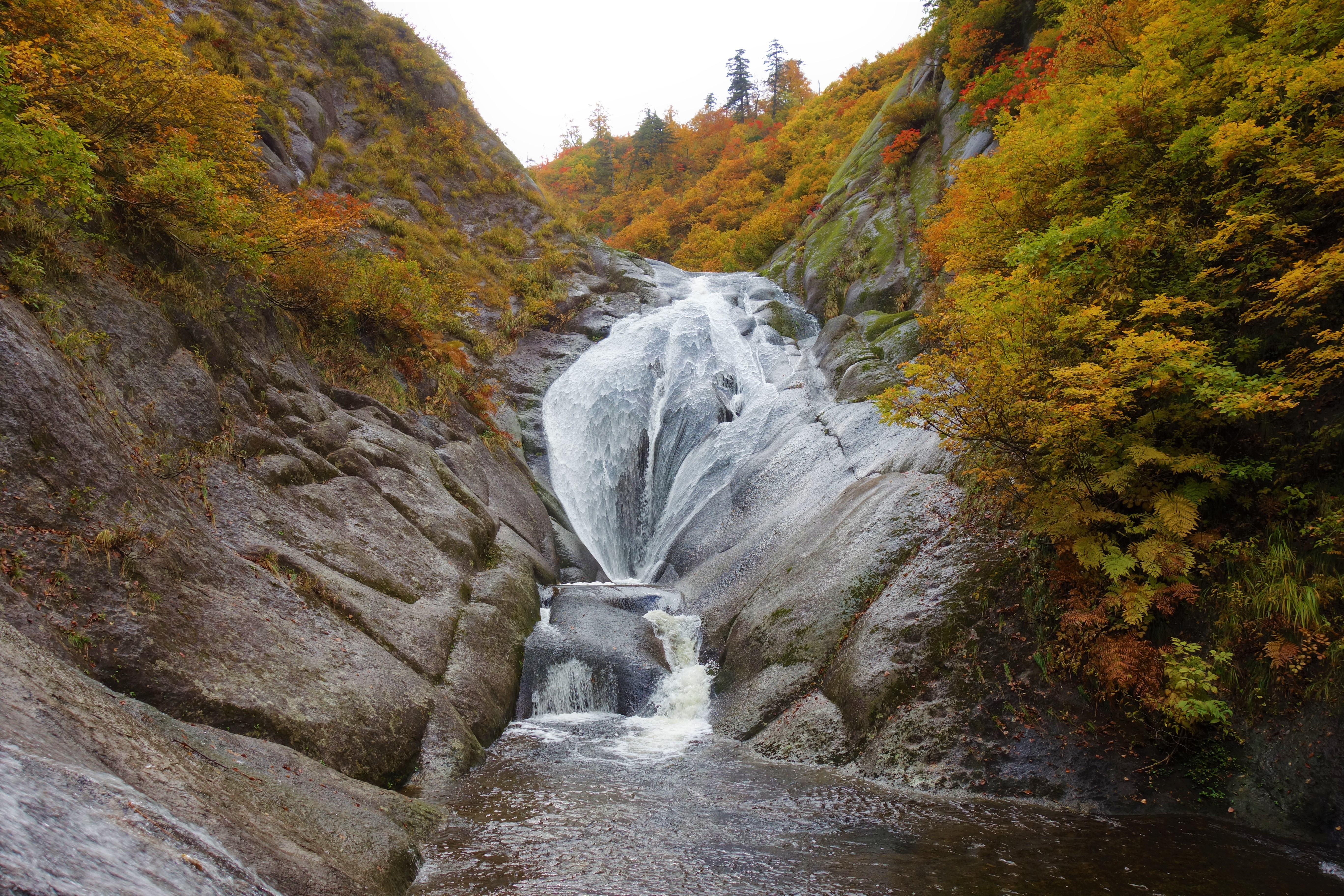
桃洞の滝と紅葉
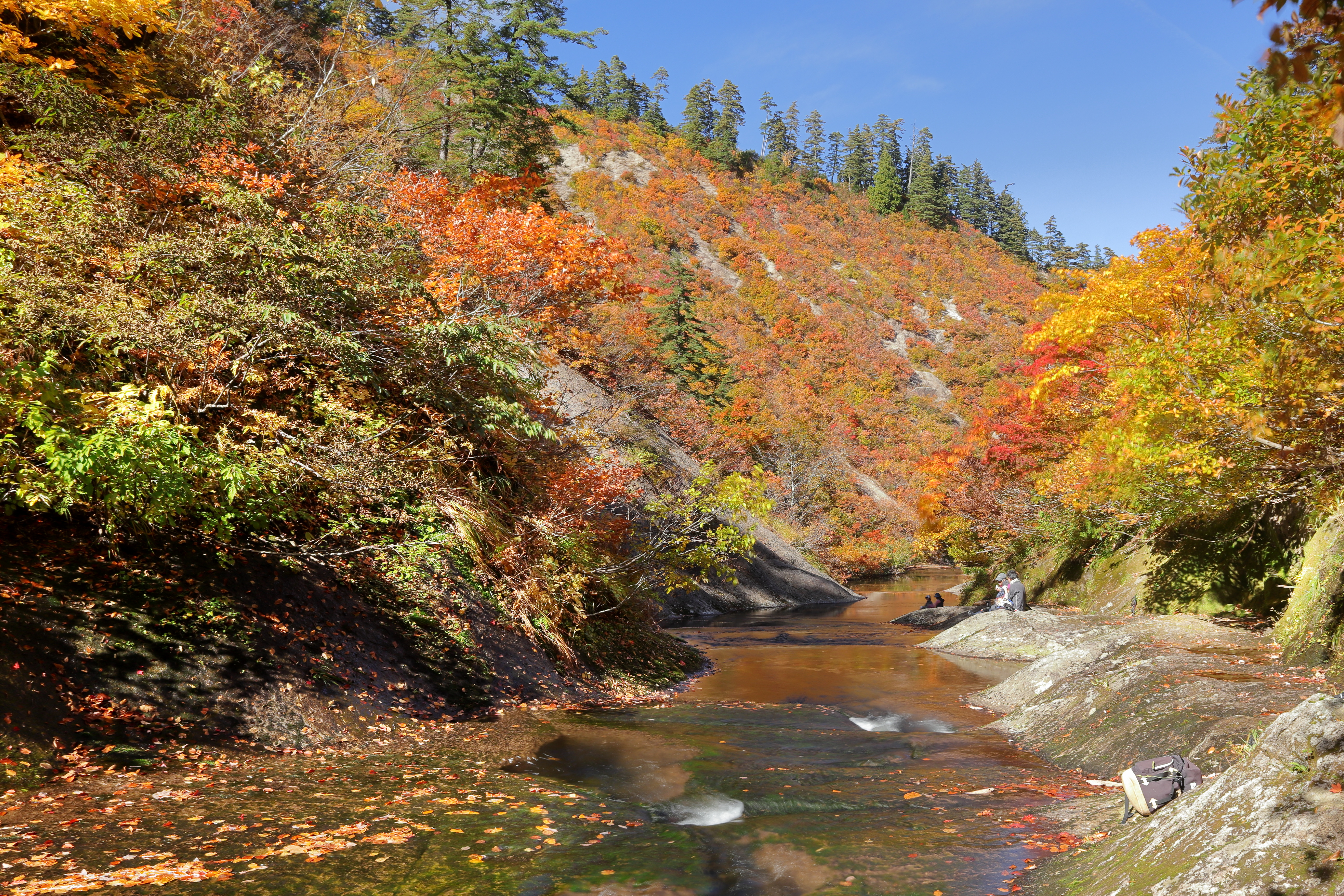
紅葉の桃洞渓谷
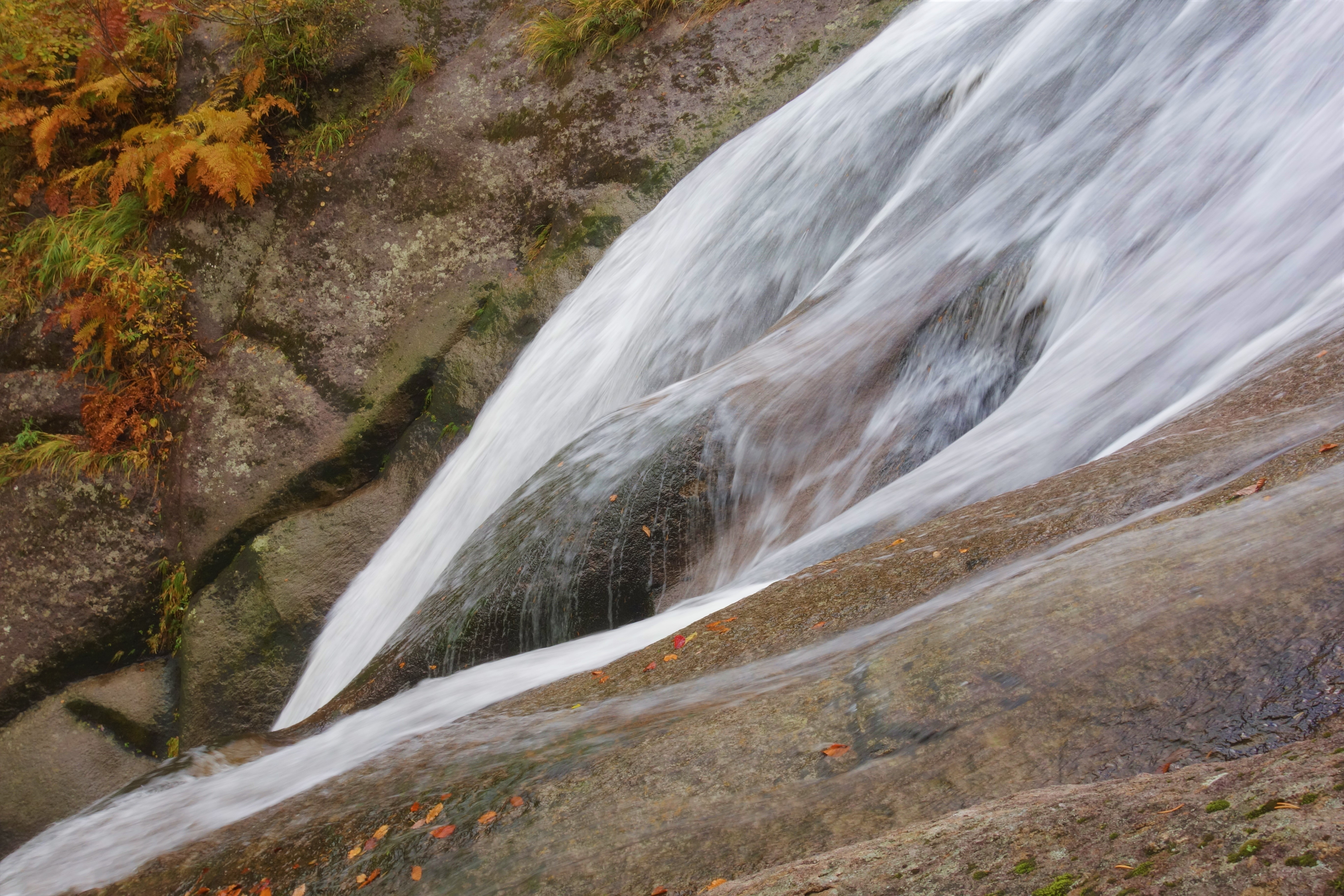
桃洞の滝上部